# واله آجریکولا
والّه آگریکولا (به ایتالیایی: Valle Agricola) یک کومونه در ایتالیا است که در استان کسرتا واقع شده‌است. واله آگریکولا ۲۴٫۴ کیلومتر مربع مساحت و ۹۸۹ نفر جمعیت دارد و ۶۹۱ متر بالاتر از سطح دریا واقع شده‌است.